# 有賀みなほ
有賀 みなほ（ありが みなほ、1988年8月24日 - ）は、日本のAV女優。LINX所属。

## 略歴・人物
神奈川県出身。
趣味・特技はピアノ。
2021年1月、KANBiの専属女優としてAVデビュー。
2022年4月よりマドンナ専属となる。同年9月にアタッカーズへ移籍。
2023年3月、アタッカーズとの専属契約を終了し、今後は企画単体女優として活動していくことを自身のTwitterで発表した。

## 出演作品

### アダルトDVD
- 綺麗な先生は好きですかー? 元音楽高校教師の人妻 有賀みなほ 32歳 KANBi専属 AVデビュー!!（1月1日、KANBi）
- 不倫する、いやらしい身体。 躍動する即イキ敏感ドM体質 元音楽高校教師 濃密3本番!!（2月12日、KANBi）
- 人妻不倫温泉 〜ドMな美人妻と貪り合う背徳不倫旅〜（3月12日、KANBi）
- 【元音楽高校教師】 美人妻の究極筆おろし 極上ボディの美人妻が童貞を優しく指南!（4月9日、KANBi）
- 最高の人妻と、最高の中出しデート。（5月14日、KANBi）
- 凛と美しい元音楽教師妻を飼いならす。 〜美人妻をやりたい放題密室軟禁調教録〜 中出し5連発!!（6月11日、KANBi）
- 美しすぎる人妻と二日間、種付けしまくる終わらないほろ酔い中出し性交。 中出し12連発（7月9日、KANBi）
- 人妻教師中出し痴漢電車 －快楽に溺れる車内羞恥－ 中出し5連発!!（8月13日、KANBi）
- 人妻教師、快楽堕ち。 性獣の如き男子生徒が、美人教師にザーメンち●ぽをひたすら舐めさせ弄び抜く…。 中出し3発射!!顔射ぶっかけ驚異の14発射!!（9月10日、KANBi）
- 人妻とヤリまくる孕ませ乱交温泉（10月8日、KANBi）
- 極上レンタル美人妻 本物素人宅に突撃訪問SEXドキュメント（11月12日、KANBi）
- 繰り返される性的絶頂(オルガスムス) 拘束アクメ快楽漬けSEX（12月10日、KANBi）

- 露 -つゆ- 人妻つゆだく濃密性交 汗、涎、潮、精子…人妻に絡みつく淫らな体液。 中出し5連発（1月14日、KANBi）
- 旦那が帰宅するまで、5時間…。 チ●コ挿しっぱノンストップ中出し性交 中出し12連発（2月11日、KANBi）
- 跨(またが)りたがり搾り取り騎乗位（3月11日、KANBi）
- あのグラマラス美女が電撃移籍!! 初本格NTR作品!! 交換夫婦NTR 寝室の窓から目撃した妻と友人の衝撃的浮気映像（4月26日、マドンナ）[7]
- 元音楽高校教師の人妻 有賀みなほ プレミアムベスト 8時間 vol.01 全6作品＋未公開映像で「有賀みなほ」の軌跡をたどる永久保存版!!（5月20日、KANBi）※単体ベスト
- 学生時代のセクハラ教師とデリヘルで偶然の再会―。その日から言いなり性処理ペットにさせられて…。（5月24日、マドンナ）
- 取引先の傲慢社長に中出しされ続けた出張接待。 電撃専属、イイ女のスーツ『美』―。 有賀みなほ（6月28日、マドンナ）
- 今日は孕むまでナカに出して… 有賀みなほ（9月20日、溜池ゴロー）
- 失楽妻 抑えきれない愛欲 有賀みなほ（10月4日、アタッカーズ）

- 狙われた女バーテンダー 凌辱の刻印 有賀みなほ（1月3日、アタッカーズ）
- 貞操帯の女 33 有賀みなほ（2月7日、アタッカーズ）
- 女捜査官媚薬完堕ち 敗れし者の運命 有賀みなほ（3月7日、アタッカーズ）
- あのぉ… 奥さんってどうしていつも裸なんですか!? 有賀みなほ（3月27日、MERCURY）
- セックス狂いのGカップOLと中出し性交 みなほ (30)（3月27日、First Star）
- 完全プライベート映像 潮吹きビシャビシャGカップ34歳変態女優・有賀みなほちゃんと初めての二人きりお泊まり（4月4日、パコパコ団とゆかいな仲間たち/妄想族）
- 今日はこいつにヌカれたい。 有賀みなほ（4月7日、ワープエンタテインメント）
- 妻みぐい不倫旅行 みなほ（仮名） 34歳（4月27日、MERCURY）
- 挑発面接室 有賀みなほ（6月2日、ワープエンタテインメント）
- 普通の素人人妻とAV男優マッチング家庭＜性欲で初無断外泊托卵中出しSEX みなほ（6月8日、Materiall）
- 完全着衣 コスプレ誘惑クイーン 有賀みなほ（6月20日、ミル）
- 近所で噂の清楚系Gカップ人妻 プチ羞恥コスプレ イカセ中出し! 旦那では満足出来ないカラダになってお帰りいただきましたwww 有賀みなほ（7月4日、DEEP'S）
- 夫の寝取られ願望を叶える理想の嫁 有賀みなほ（7月20日、プラネットプラス/七狗留）
- AV女優の恥ずかしい局部アップ 裸のコレクション vol.2（7月27日、MERCURY）
- 人妻の浮気心 有賀みなほ（8月1日、人妻援護会/エマニエル）
- 変態の天才 有賀みなほ（8月8日、ROOKIE）
- マジックミラー号 痴漢電車がイク イヤイヤと拒んでも心とは裏腹に若いカラダはエロテクに敏感反応! ヌルヌルにトロけたマ○コに生挿入! In 浦和 素人娘5名収録（8月10日、SODクリエイト）
- 魅惑、誘惑のレースクイーンFUCK 君塚ひなた 有賀みなほ（8月15日、ミル）
- 嫌味や小言がうるさい友人妻をしつこいほどの快感責めに貶めたらおねだりが止まらない肉棒狂いの淫乱メスに堕ちた 有賀みなほ（10月17日、アクアモール/エマニエル）

- 田舎でヤルことがなくて…隣に住むプロポーション抜群の神BODY美巨乳妻と種付けSEXに溺れ孕ませた真夏の汗ダク不倫 有賀みなほ（3月8日、人妻花園劇場）

### アダルトVR
2022年
- 巨乳巨尻なのに細腰のパーフェクトプロポーション 最高の愛人と背徳の濃密不倫セックスVR 有賀みなほ（8月20日、E-BODY）
- 「射精のオーダー入ってるよ?」 バイト先の巨乳な先輩にこっそり痴女られるささやき淫語中出しVR 有賀みなほ（9月12日、OPPAI）

### アダルト配信
- 【全裸で奏でるピアノ】Gカップピアノ講師はレッスン中に生徒の股間が気になってしまうスケベお姉さん! 「一緒にお風呂」カードで泡泡スッキリお悩み解決♪ いやらし手つきフェラで男は興奮MAX! クリ勃起オナニーで自ら腰振り! 目隠し喉奥フェラでゴリゴリ突きまくりッ! 顔射まみれのセックス交響曲に●いしれろwww 【エロのお世話してみました NO.2】 みな 29歳 ピアノ講師（3月12日、街角シロウトナンパ）
- みなほ（4月15日、ハメドリネットワークSecondEdition）
- みなほ（5月13日、シロウト大好き◆ハメ撮り専門）
- みなほ 2（5月13日、五反田マングース）
- みなほ（5月19日、五反田マングース）
- みなほ 2（5月27日、シロウト大好き◆ハメ撮り専門）
- 【大量中出し】【天然美乳】【ハメ狂い性獣】結婚願望も無くお一人様を謳歌する美身アラサー。美容販売系の自営業で大成功中! デキる女はSEXも凄いんです…!!! 普段のSEXじゃ物足りないと語り、自ら3P &生中出しを打診!!! 見た目によらず豪快に叫ぶように喘ぎ、狂ったようにイキまくり!!! 2本のデカチンも涎をだらっだら垂らしながら喉奥までしゃぶり尽くす…! まさに性獣!!! 特濃精子を何度も大量注入され、ブッ壊れ絶頂!!!!【アラサーちゃん。21人目 まゆみさん】（6月4日、Jackson）
- 人妻さん009（6月17日、人妻さん）
- （仮）暗黒068さん（8月11日、暗黒）

### イメージDVD
- Minaho ありがとうを貴方に（2021年5月6日、REbecca）

## 書籍・出版物

### デジタル写真集
2021年
- 悦楽のメロディー 【ヌード写真集】（2月26日、プレステージ出版、撮影：街田和由）
- 悦楽のメロディー 【グラビア写真集】（2月26日、プレステージ出版、撮影：街田和由）
- CRAZY SUMMER 【ヌード写真集】（8月6日、プレステージ出版、撮影：C:TAKERU）
- CRAZY SUMMER 【グラビア写真集】（8月6日、プレステージ出版、撮影：C:TAKERU）

2022年
- 絶対的スーパーナチュラルポーズブック（1月7日、プレステージ出版、撮影：C:TAKERU）
- 絶対的透け透けテカテカポーズブック（4月15日、プレステージ出版、撮影：C:TAKERU）
- PRESTIGE PUBLISHING HISTORY COLLECTION Vol.02（4月29日、プレステージ出版）※複数モデル掲載のオムニバス作品。全モデルの未公開カットを収録。
- PRESTIGE PUBLISHING HISTORY COLLECTION Vol.03（4月29日、プレステージ出版）※複数モデル掲載のオムニバス作品。全モデルの未公開カットを収録。
- PRESTIGE POSE MESSAGE 有賀みなほ 01（10月28日、プレステージ出版）
- PRESTIGE POSE MESSAGE 有賀みなほ 02（10月28日、プレステージ出版）

2023年
- PRESTIGE POSE MESSAGE 有賀みなほ 03（10月6日、プレステージ出版）
- 絶対的セクシーポーズブック 有賀みなほ（10月13日、プレステージ出版）